# Mylabris pulchella
Mylabris pulchella is een keversoort uit de familie van oliekevers (Meloidae). De wetenschappelijke naam van de soort is voor het eerst geldig gepubliceerd in 1833 door Faldermann.